# Vikentiivka, Lîpoveț
Vikentiivka (în ucraineană Вікентіївка) este un sat în comuna Napadivka din raionul Lîpoveț, regiunea Vinnița, Ucraina.

## Demografie
Componența lingvistică a localității Vikentiivka
     Ucraineană (97,89%)
     Rusă (1,58%)
     Alte limbi (0,53%)
Conform recensământului din 2001, majoritatea populației localității Vikentiivka era vorbitoare de ucraineană (97,89%), existând în minoritate și vorbitori de rusă (1,58%).

## Legături externe
- pl Wincentówka 1), powiat lipowiecki în Dicționarul geografic al Regatului Poloniei și al altor țări slave, volum XIII (Warmbrun — Worowo) 1893